# Thecanthes sanguinea
Thecanthes sanguinea är en tibastväxtart som först beskrevs av Ferdinand von Mueller, och fick sitt nu gällande namn av B.L. Rye. Thecanthes sanguinea ingår i släktet Thecanthes och familjen tibastväxter. Inga underarter finns listade i Catalogue of Life.